# Optisches Theorem
Das optische Theorem, im Rahmen der Quantenmechanik auch Bohr-Peierls-Placzek-Theorem oder -Beziehung genannt (nach Niels Bohr, Rudolf Peierls und George Placzek), bringt in der Streutheorie den Imaginärteil der Streuamplitude mit dem totalen Wirkungsquerschnitt {\displaystyle \sigma } in Zusammenhang. Das optische Theorem ist ein Resultat der Wellenoptik beziehungsweise der klassischen Elektrodynamik, wo es auf der Erhaltung der Energie gestreuter elektromagnetischer Wellen aufbaut. Später wurde in der quantenmechanischen Wellenmechanik basierend auf der Erhaltung der Wahrscheinlichkeit ein analoges Ergebnis für die Streuung von Materiewellen und in der Quantenfeldtheorie eine Verallgemeinerung des optischen Theorems für Quantenfelder gefunden. 
In seiner ursprünglichen Formulierung lautet das optische Theorem:
{\displaystyle \sigma ={\frac {4\pi }{k}}\operatorname {Im} f_{k}(\theta =0)}
mit
- {\displaystyle k}: Kreiswellenzahl
- {\displaystyle f_{k}(\theta =0)}: Streuamplitude bei Streuwinkel {\displaystyle \theta =0}.

## Klassische Elektrodynamik
Licht, beziehungsweise eine allgemeine elektromagnetische Welle, mit elektrischer Feldstärke {\displaystyle {\vec {E}}} und magnetischer Flussdichte {\displaystyle {\vec {B}}} kann von einem Objekt mit endlicher Ausdehnung sowohl gestreut als auch absorbiert oder transmittiert werden. Die gesamten Felder setzen sich also zusammen aus den einfallenden Feldern {\displaystyle {\vec {E}}_{i},{\vec {B}}_{i}} und den gestreuten oder transmittierten Feldern {\displaystyle {\vec {E}}_{s},{\vec {B}}_{s}}. Die Leistungsdichte des Felds wird durch den Poynting-Vektor {\displaystyle {\vec {P}}={\tfrac {1}{2\mu _{0}}}\operatorname {Re} ({\vec {E}}\times {\vec {B}}^{*})} mit der Vakuumpermeabilität {\displaystyle \mu _{0}} beschrieben. Die absorbierte Leistung der elektromagnetischen Welle ergibt sich als Flächenintegral des Poynting-Vektors der Gesamtfelder über die (nach innen gerichtete) Oberfläche des Streuers; die gestreute Leistung als Integral der gestreuten Felder über die (nach außen gerichtete) Oberfläche:
{\displaystyle P=P_{\text{abs}}+P_{\text{streu}}=-{\frac {1}{2\mu _{0}}}\operatorname {Re} \left(\int \mathrm {d} {\vec {A}}\cdot ({\vec {E}}\times {\vec {B}}^{*})\right)+{\frac {1}{2\mu _{0}}}\operatorname {Re} \left(\int \mathrm {d} {\vec {A}}\cdot ({\vec {E}}_{s}\times {\vec {B}}_{s}^{*})\right)=-{\frac {1}{2\mu _{0}}}\operatorname {Re} \left(\int \mathrm {d} {\vec {A}}\cdot ({\vec {E}}_{s}\times {\vec {B}}_{i}^{*}+{\vec {E}}_{i}^{*}\times {\vec {B}}_{s})\right)}
Mit der Zerlegung des elektrischen Felds in ebene Wellen
{\displaystyle {\vec {E}}_{i}=E_{0}{\vec {\varepsilon }}_{i}e^{\mathrm {i} {\vec {k}}_{i}\cdot {\vec {x}}}},
wobei {\displaystyle {\vec {\varepsilon }}} der Polarisationsvektor in Schwingungsrichtung, {\displaystyle {\vec {k}}} der Wellenvektor in Ausbreitungsrichtung und {\displaystyle E_{0}} die Amplitude des Felds sind sowie der Beziehung
{\displaystyle {\vec {B}}_{i}={\frac {1}{ck_{i}}}{\vec {k}}_{i}\times {\vec {E}}_{i}},
da elektrisches Feld, magnetische Flussdichte und Wellenvektor im Vakuum paarweise senkrecht aufeinander stehen, führt dies zu:
{\displaystyle P={\frac {1}{2\mu _{0}}}\operatorname {Re} \left(E_{0}^{*}\int \mathrm {d} A\,e^{-\mathrm {i} {\vec {k}}_{i}\cdot {\vec {x}}}\left[{\vec {\varepsilon }}_{i}^{*}\cdot ({\vec {n}}\times {\vec {B}}_{s})+{\vec {\varepsilon }}_{i}^{*}\cdot {\frac {{\vec {k}}_{i}\times ({\vec {n}}\times {\vec {E}}_{s})}{ck}}\right]\right)}
({\displaystyle {\vec {n}}} ist der Flächennormalenvektor, {\displaystyle \mathrm {d} {\vec {A}}={\vec {n}}\,\mathrm {d} A}). 
Andererseits ist die Streuamplitude {\displaystyle f} für ein elektromagnetisches Feld mit Polarisationsvektor {\displaystyle {\vec {\varepsilon }}}:
{\displaystyle f({\vec {\varepsilon }},{\vec {k}},{\vec {k}}_{i})=\mathrm {i} {\frac {ck}{4\pi }}E_{0}^{-1}\int \mathrm {d} A\ e^{-\mathrm {i} {\vec {k}}\cdot {\vec {x}}}\left[{\vec {\varepsilon }}^{*}\cdot ({\vec {n}}\times {\vec {B}}_{s})+{\vec {\varepsilon }}^{*}\cdot {\frac {{\vec {k}}\times ({\vec {n}}\times {\vec {E}}_{s})}{ck}}\right]}
Aus dem Vergleich dieser beiden Ausdrücke sieht man, dass
{\displaystyle P={\frac {2\pi }{\mu _{0}ck_{i}}}\operatorname {Im} E_{0}E_{0}^{*}f({\vec {\varepsilon }}_{i},{\vec {k}}_{i},{\vec {k}}_{i})}
sein muss. Mit der Definition des Streuquerschnitts als Leistung normiert auf die einfallende Leistung
{\displaystyle \sigma =\left({\frac {EE^{*}}{2\mu _{0}c}}\right)^{-1}P}
folgt das optische Theorem.

## Quantenfeldtheorie
In der Quantenfeldtheorie ist das optische Theorem ein exaktes Resultat, das nicht auf störungstheoretischen Näherungen basiert. In der Störungstheorie führt das optische Theorem zu einer Beziehung zwischen Schleifen-Diagrammen und Streuquerschnitten in führender Ordnung. 
Sei {\displaystyle {\mathcal {M}}(i\to f)} das Matrixelement eines Prozesses {\displaystyle i\to f}, dann gilt
{\displaystyle {\mathcal {M}}(i\to f)-M^{*}(f\to i)=\mathrm {i} \sum _{X}\prod _{j\in X}\int {\frac {\mathrm {d} ^{3}{\vec {p}}_{j}}{2p_{j}^{0}}}\delta ^{(4)}(p_{i}-p_{X}){\mathcal {M}}(i\to X){\mathcal {M}}^{*}(f\to X)}
mit der Summe über alle möglichen physikalischen (Mehrteilchen-)Zustände {\displaystyle |X\rangle } und dem lorentzinvarianten Phasenraumintegral über alle Einteilchen-Impulse {\displaystyle {\vec {p}}_{j}} im jeweiligen Mehrteilchen-Zustand. 
Insbesondere gilt für Zweiteilchen-Zustände {\displaystyle |A\rangle }
{\displaystyle \operatorname {Im} {\mathcal {M}}(A\to A)=2E_{\mathrm {CM} }|{\vec {p}}_{A}|\sum _{X}\sigma (A\to X)}
im Schwerpunktssystem mit der Schwerpunktsenergie {\displaystyle E_{\mathrm {CM} }}, was das optische Theorem der nichtrelativistischen Quantenmechanik zurückgibt. 
Für Einteilchen-Zustände {\displaystyle |B\rangle }, also für Zerfälle, gilt
{\displaystyle \operatorname {Im} {\mathcal {M}}(B\to B)=m_{B}\sum _{X}\Gamma (B\to X)=m_{B}\Gamma _{\mathrm {tot} }}
mit der Masse des zerfallenden Teilchens {\displaystyle m_{B}} und der Zerfallsbreite {\displaystyle \Gamma }. 

### Herleitung
Das optische Theorem basiert auf der Unitarität der S-Matrix von Quantenfeldtheorien. Sei {\displaystyle {\mathcal {T}}} der nichttriviale Teil der S-Matrix, also {\displaystyle S=1+\mathrm {i} {\mathcal {T}}}, dann folgt aus der Unitarität der S-Matrix:
{\displaystyle 1=S^{\dagger }S=(1-\mathrm {i} {\mathcal {T}}^{\dagger })(1+\mathrm {i} {\mathcal {T}})=1-\mathrm {i} ({\mathcal {T}}^{\dagger }-{\mathcal {T}})+{\mathcal {T}}^{\dagger }{\mathcal {T}}\quad \Leftrightarrow \quad \mathrm {i} ({\mathcal {T}}^{\dagger }-{\mathcal {T}})={\mathcal {T}}^{\dagger }{\mathcal {T}}}
Durch Multiplikation von {\displaystyle \langle f|} sowie {\displaystyle |i\rangle } ergibt sich die linke Seite der Gleichung mit der Definition des Matrixelements als {\displaystyle \langle f|{\mathcal {T}}|i\rangle =(2\pi )^{4}\delta ^{(4)}(p_{i}-p_{f}){\mathcal {M}}(i\to f)} zu:
{\displaystyle \langle f|\mathrm {i} ({\mathcal {T}}^{\dagger }-{\mathcal {T}})|i\rangle =\mathrm {i} (2\pi )^{4}\delta ^{(4)}(p_{i}-p_{f}){\big (}{\mathcal {M}}^{*}(f\to i)-{\mathcal {M}}(i\to f){\big )}}
Das Einfügen einer Eins in Form von
{\displaystyle 1=\sum _{X}\prod _{j\in X}\int {\frac {\mathrm {d} ^{3}{\vec {p}}_{j}}{(2\pi )^{4}}}{\frac {1}{2p_{j}^{0}}}|X\rangle \langle X|}
auf der rechten Seite führt zu:
{\displaystyle \langle f|{\mathcal {T}}^{\dagger }{\mathcal {T}}|i\rangle =\sum _{X}\prod _{j\in X}\int {\frac {\mathrm {d} ^{3}{\vec {p}}_{j}}{2p_{j}^{0}}}(2\pi )^{4}\delta ^{(4)}(p_{i}-p_{X})\delta ^{(4)}(p_{f}-p_{X}){\mathcal {M}}(i\to X){\mathcal {M}}^{*}(f\to X)}
Das optische Theorem folgt durch Gleichsetzen.